# Milford (Utah)
Milford – miasto w Stanach Zjednoczonych, w stanie Utah, w hrabstwie Beaver.